# هیت-اشبری

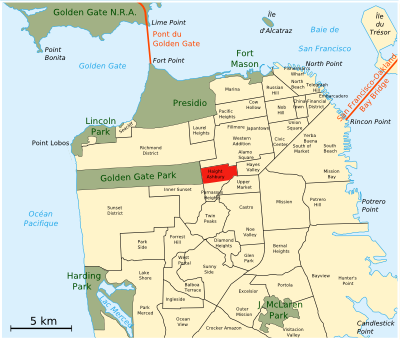
جای محله هیت-اشبری در نقشهٔ سان فرانسیسکو.

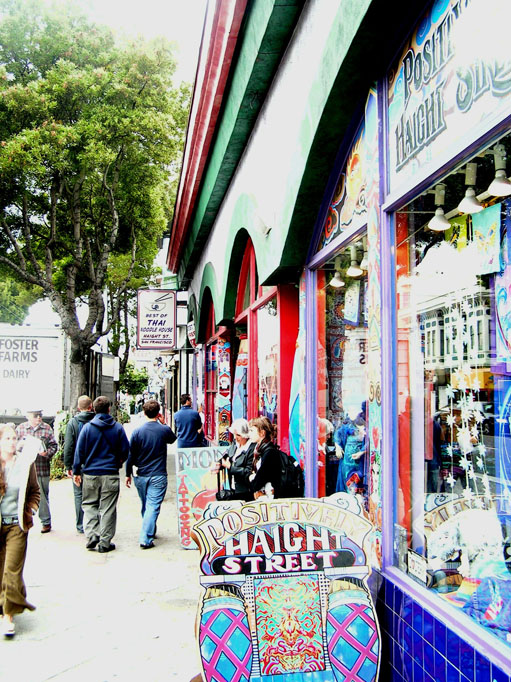
فروشگاهی در محله هیت-اشبری.

هِیت-اَشبـِری (به انگلیسی: Haight-Ashbury) محله‌ای است در شهر سان فرانسیسکو ایالت کالیفرنیای آمریکا که به عنوان محل گرد هم آمدن هیپی‌ها مشهور است.
نام این محله از تقاطع خیابان‌های هیت و اشبری گرفته شده و بیشتر با نام دهیت (The Haight) شهرت دارد.
نام خیابان هیت از نام هنری هیت، از مهاجران اولیه منطقه و بانکدار مشهور گرفته شده‌است.
محله هیت به دو بخش هیت بالا و هیت پایین تقسیم می‌شود. بخشی از هیت پایین محله‌های اصلی سیاهپوستان آمریکایی و ژاپنی‌های مقیم سان فرانسیسکو را در خود جای داده‌بود.
محله هیت بالا به خاطر نقشی که به عنوان مرکز جنبش هیپی‌های دهه ۱۹۶۰ داشت معروف است. زمانی که گروه زیادی از هیپی‌ها، دو تا هشت سال پیش از «تابستان عشق» (۱۹۶۷) به محلات ساحل شمالی سان فرانسیسکو آمدند گروهی از آن‌ها به خاطر کمبود جا و گران بودن خانه‌ها، به هیت آمده و در این‌جا ماندند.
نام هیت-اشبری با نام جنبش دهه ۶۰ و ضدفرهنگ جدید آمریکایی عجین شده‌است.